# 김원 (1912년)
김원(金源, 1912년 2월 2일 ~ 1994년 8월 5일)은 대한민국의 서양화가이다. 평안남도 평양 출신이다.
1937년 일본 데이고쿠미술학교(帝國美術學校) 서양화과를 졸업, 귀국 후 함흥의 영생중학교에서 교편을 잡았다.
1946년 이화여자대학교 교수, 1954년 이후에는 홍익대학교 교수로 재직했다. 1960년에는 제3차 국제미술교육협회에 한국대표로 참가하여 약 4개월간 구미(歐美) 미술계를 돌아본 바 있다. 목우회 회원, 국전 심사위원을 역임했으며 인상주의적인 사실화풍의 풍경화를 많이 그렸다.